# Калбах (Рајна-Палатинат)
Калбах (њем. Callbach) општина је у њемачкој савезној држави Рајна-Палатинат. Једно је од 119 општинских средишта округа Бад Кројцнах. Према процјени из 2010. у општини је живјело 395 становника. Посједује регионалну шифру (AGS) 7133020.

## Географски и демографски подаци
Калбах се налази у савезној држави Рајна-Палатинат у округу Бад Кројцнах. Општина се налази на надморској висини од 223 метра. Површина општине износи 5,4 km². У самом мјесту је, према процјени из 2010. године, живјело 395 становника. Просјечна густина становништва износи 73 становника/km².